# Navia Ziraili Robinson
Navia Ziraili Robinson, född den 4 maj 2005 i Marietta i Georgia, är en amerikansk skådespelare.
Robinson har bland annat medverkat i Tv-serierna Gotham Knights från 2023, Raven's Home 2017-2021 samt Free Rein 2017-2018.

## Filmografi (i urval)
- 2017-2021: Raven's Home
- 2017-2018: Free Rein
- 2023: Gotham Knights